# 1967 no Brasil
Esta é uma cronologia dos fatos acontecimentos de ano 1967 no Brasil.

## Incumbentes
- Presidente do Brasil -  Humberto de Alencar Castelo Branco (15 de abril de 1964 - 15 de março de 1967)
- Presidente do Brasil -  Marechal Artur da Costa e Silva (15 de março de 1967 - 31 de agosto de 1969)

## Eventos
- 18 de janeiro: O Congresso Nacional do Brasil rejeita a emenda que restabeleceria as eleições diretas para presidente e vice-presidente da República.[1]
- 24 de janeiro: Presidente Humberto de Alencar Castelo Branco promulga a sexta Constituição brasileira, que substitui a de 1946.[2]
- 26 de janeiro: Marechal Artur da Costa e Silva visita os Estados Unidos para ter o encontro com o presidente dos Estados Unidos, Lyndon Johnson na Casa Branca, em Washington.[3]
- 9 de fevereiro: Presidente Humberto de Alencar Castelo Branco sanciona a Lei de Imprensa, que impôs a censura prévia por agentes federais presentes nas redações, emissoras de rádio e televisão.[4][5]
- 13 de fevereiro: Começa a circular o cruzeiro novo, equivalente a mil cruzeiros antigos.[6]
- 13 de março: É promulgada a Lei de Segurança Nacional pelo presidente Castelo Branco.[7][8]
- 15 de março: Marechal Artur da Costa e Silva toma posse como o 27° presidente do Brasil.[9]
- 15 de março: Entram em vigor a Lei de Segurança Nacional e a Constituição brasileira de 1967.[10]
- 18 de março: Enchentes e deslizamentos de terra atingem a cidade de Caraguatatuba, no estado do São Paulo.[11]
- 13 de maio - É inaugurada em São Paulo a Rede Bandeirantes de Televisão.
- 18 de julho: Morre o ex-presidente do Brasil, Humberto de Alencar Castelo Branco, em um acidente aéreo, em Fortaleza, Ceará.[12]
- Setembro–outubro: incêndio de grandes proporções atinge o Parque Estadual do Rio Doce, no Vale do Rio Doce, estado de Minas Gerais. Cerca de 9 000 hectares, aproximadamente um terço da reserva, foram consumidos pelo fogo e 12 pessoas morreram, posicionando-se então como o segundo maior incêndio florestal do Brasil em quantidade de vítimas fatais; atrás apenas do incêndio no Paraná em 1963, que deixou 110 mortos.[13]
- 6 a 13 de setembro: Rei Olavo V da Noruega faz sua visita oficial ao Brasil.[14][15]
- 5 de dezembro: A Fundação Nacional do Índio é criada pela lei do governo do presidente Costa e Silva.

## Nascimentos
- 8 de janeiro: Guilherme Fontes, ator e diretor.
- 11 de janeiro: Sérgio Soares, ex-futebolista e treinador de futebol.
- 19 de Janeiro: Mauro Galetti, cientista
- 1 de julho: Marisa Monte, cantora.
- 1 de agosto: José Padilha, diretor, cineasta, roteirista, produtor e documentarista.
- 31 de agosto: Ulisses Costa, jornalista e locutor esportivo.
- 5 de novembro: Marcelo Maldonado Gomes Peixoto, rapper, conhecido como "Marcelo D2".
- 14 de dezembro: Palhinha, futebolista.
- 31 de dezembro: Valdeir Celso Moreira, ex-futebolista.

## Mortes
- 26 de fevereiro: Octacílio Pinheiro Guerra, futebolista (n. 1909).
- 18 de julho: Humberto de Alencar Castelo Branco, 26° presidente do Brasil (n. 1897).
- 19 de novembro: João Guimarães Rosa, escritor (n. 1908).